# Orrgrunden, Hangö
Orrgrunden är en ö i Finland. Den ligger i Skärgårdshavet och i kommunen Hangö i den ekonomiska regionen  Raseborg i landskapet Nyland, i den sydvästra delen av landet. Ön ligger omkring 110 kilometer väster om Helsingfors.
Öns area är 2,7 hektar och dess största längd är 360 meter i sydöst-nordvästlig riktning.